# Commando Ultrà Curva Sud
Commando Ultrà Curva Sud, или CUCS, је била навијачка група италијанског фудбалског клуба Рома која је била доминантна у земљи крајем седамдесетих и осамдесетих година прошлог века.

## Историја
Дана 9. јануара 1977 на утакмици Рома – Сампдорија, која је завршена резултатом 3-0 за домаћи тим, све навијачке групице које су чиниле јужну трибину Олимпика (Guerriglieri of South Bend, Panthers, Boys, Fossa of Wolves), спојиле су се у једну групу, по угледу на остале италијанске ултрас групе (на пример, Торино Ултрас Граната), формирајући тако Commando Ultrà Curva Sud, или једноставно CUCS. У периоду 1977−1987. CUCS постаје једна од најдоминантнијих навијачких група у Италији.
Осамдесетих година нагло расте ниво насиља на фудбалским стадионима, а један од већих инцидената десио се 1983. године, за време финала Купа шампиона, када је дошло до масовног обрачуна између навијача Роме и навијача Ливерпула. По завршетку утакмице коју је Ливерпул добио на пенале, бесни Ромини тифози су напали ножевима противничке навијаче који су се враћали у своје хотеле - десетине особа је повређено, укључујући и једног тринаестогодишњака који је брутално избоден. Агресија је била толика да су римски таксисти и возачи аутобуса одбијали да превезу енглеске навијаче из страха од напада, па су присталице Ливерпула превезене у своје хотеле тек када је возач волонтер пристао да их вози, уз пратњу полицијских снага. Неки хотелски власници су избацивали Енглезе из својих хотела, па су многи навијачи били приморани да траже помоћ у амбасади. Италијански медији су касније пренели да Ромини навијачи нису афективно напали Енглезе из гнева због пораза, већ су имали сакривено оружје у својим аутомобилима још пре утакмице.
У жељи за осветом италијанским навијачима, навијачи Ливерпула су две године касније напали присталице Јувентуса у финалу Купа шампиона, изазвавши Хејселску трагедију, чији је исход био смрт 39 и теже повреде још 600 особа.
Крајем осамдесетих група CUCS нагло почиње да слаби, а након што је бивши играч Лација Лионело Манфредонија потписао уговор са Ромом, долази до поделе ставова навијача, што је и дефинитивно означило крај постојања ове групе и поновну поделу на мање навијачке групице.
Политичка опредељеност навијача Роме варира међу групацијама; Fedayn, једна од историјски најважнијих Роминих група, некада је била левичарски настројена, а данас није политички опредељена. Друга велика група навијача, Boys, је умерено десничарска. Ипак, све је више екстремно десничарски настројених група као што је Tradizione Distinzione, који фашистичким гестовима и симболима приказују став који традиционално није карактеристичан за Ромине навијаче.